# Puchar CEV siatkarek (1985/1986)
Puchar CEV siatkarek 1985/1986 – 6. sezon turnieju rozgrywanego od 1980 roku, organizowanego przez Europejską Konfederację Piłki Siatkowej (CEV) w ramach europejskich pucharów dla żeńskich klubowych zespołów siatkarskich „starego kontynentu”.

## Drużyny uczestniczące
- Tormo Barbera
- VGA Saint Maur
- Deco Denderhoutem
- UIK Oslo
- Nelsen Reggio Emilia
- Mepal Orion Doetinchem
- SG JDZ Feuerbach
- Crvena zvezda Belgrad
- Profilo Stambuł
- Pesa Velkot
- Arçelik Stambuł
- VC Temse Dames
- Stade Francais
- Aris Saloniki
- Vitoria Guimaraes
- Carisparmio Bari
- Ionikos Ateny
- VCG Guntramsdorf

## Rozgrywki

### Runda wstępna
| Data       | Drużyna 1         | Wynik | Drużyna 2      | Sety               |
| ---------- | ----------------- | ----- | -------------- | ------------------ |
| 01.11.1985 | Tormo Barbera     | 3:1   | VGA Saint Maur |                    |
| 02.11.1985 | Tormo Barbera     | 0:3   | VGA Saint Maur | 14:16, 11:15, 6:15 |
| 09.11.1985 | Deco Denderhoutem | 3:0   | UIK Oslo       | 15:3, 15:3, 15:4   |
| 11.11.1985 | Deco Denderhoutem | 3:0   | UIK Oslo       | 15:6, 15:3, 15:7   |

### 1/8 finału
| Data       | Drużyna 1             | Wynik | Drużyna 2              | Sety                              |
| ---------- | --------------------- | ----- | ---------------------- | --------------------------------- |
| 08.12.1985 | Nelsen Reggio Emilia  | 3:0   | Mepal Orion Doetinchem | 15:12, 15:3, 15:5                 |
| 15.12.1985 | Nelsen Reggio Emilia  | 3:2   | Mepal Orion Doetinchem | 12:15, 17:15, 15:12, 14:16, 15:11 |
| 07.12.1985 | VGA Saint Maur        | 0:3   | SG JDZ Feuerbach       |                                   |
| 14.12.1985 | VGA Saint Maur        | 0:3   | SG JDZ Feuerbach       |                                   |
|            | Crvena Zvezda Belgrad | 3:0   | Profilo Stambuł        | walkower                          |
|            | Crvena Zvezda Belgrad | 3:0   | Profilo Stambuł        | walkower                          |
| 08.12.1985 | Pesa Velkot           | 3:1   | Arçelik Stambuł        |                                   |
| 14.12.1985 | Pesa Velkot           | 0:3   | Arçelik Stambuł        |                                   |
| 07.12.1985 | Temse Dames           | 3:0   | Stade Francais         | 15:9, 20:18, 15:6                 |
| 14.12.1985 | Temse Dames           | 3:1   | Stade Francais         |                                   |
| 08.12.1985 | Aris Saloniki         | 0:3   | Vitoria Guimaraes      |                                   |
| 15.12.1985 | Aris Saloniki         | 1:3   | Vitoria Guimaraes      |                                   |
| 14.1985    | Carisparmio Bari      | 3:0   | Ionikos Ateny          | 15:5, 15:1, 15:0                  |
| 15.12.1985 | Carisparmio Bari      | 3:0   | Ionikos Ateny          |                                   |
| 08.12.1985 | Deco Denderhoutem     | 3:1   | VCG Guntramsdorf       |                                   |
| 15.12.1985 | Deco Denderhoutem     | 3:2   | VCG Guntramsdorf       |                                   |

### 1/4 finału
| Data       | Drużyna 1         | Wynik | Drużyna 2              | Sety                            |
| ---------- | ----------------- | ----- | ---------------------- | ------------------------------- |
| 15.01.1986 | Carisparmio Bari  | 2:3   | Nelsen Reggio Emilia   | 15:3, 15:9, 3:15, 6:15, 5:15    |
| 22.01.1986 | Carisparmio Bari  | 0:3   | Nelsen Reggio Emilia   | 12:15, 9:15, 13:15              |
| ::.01.1986 | SG JDZ Feuerbach  | 3:0   | Deco Denderhoutem      |                                 |
| 22.01.1986 | SG JDZ Feuerbach  | 3:1   | Deco Denderhoutem      |                                 |
| 15.01.1986 | Vitoria Guimaraes | 0:3   | Crvena Zvezda Belgrade | 4:15, 7:15, 3:15                |
| 22.01.1986 | Vitoria Guimaraes | 1:3   | Crvena Zvezda Belgrade |                                 |
| 15.01.1986 | Arçelik Stambuł   | 3:0   | Temse Dames            | 15:5, 15:5, 15:3                |
| ::.01.1986 | Arçelik Stambuł   | 2:3   | Temse Dames            | 8:15, 15:12, 5:15, 16:14, 11:15 |

### Turniej finałowy
Reggio Emilia
Tabela
| Lp. | Drużyna               | Pkt | Mecze | Mecze | Mecze | Sety | Sety | Sety  |
| Lp. | Drużyna               | Pkt | M     | W     | P     | wyg. | prz. | ratio |
| --- | --------------------- | --- | ----- | ----- | ----- | ---- | ---- | ----- |
| 1   | Nelsen Reggio Emilia  | 6   | 3     | 3     | 0     | 9    | 2    | 4.500 |
| 2   | SG JDZ Feuerbach      | 5   | 3     | 2     | 1     | 7    | 3    | 2.333 |
| 3   | Crvena Zvezda Belgrad | 4   | 3     | 1     | 2     | 3    | 6    | 0.500 |
| 4   | Arçelik Stambuł       | 3   | 3     | 0     | 3     | 1    | 9    | 0.111 |

Wyniki'
| Data       | Drużyna 1             | Wynik | Drużyna 2             | Sety                     |
| ---------- | --------------------- | ----- | --------------------- | ------------------------ |
| 14.02.1986 | SG JDZ Feuerbach      | 3:0   | Arçelik Stambuł       | 15:3, 15:11, 17:15       |
| 14.02.1986 | Nelsen Reggio Emilia  | 3:0   | Crvena Zvezda Belgrad | 15:5, 15:7, 15:8         |
|            |                       |       |                       |                          |
| 15.02.1986 | SG JDZ Feuerbach      | 3:0   | Crvena Zvezda Belgrad | 15:12, 15:12, 15:7       |
| 15.02.1986 | Nelsen Reggio Emilia  | 3:1   | Arçelik Stambuł       | 15:17, 15:4, 15:5, 15:5  |
|            |                       |       |                       |                          |
| 16.02.1986 | Crvena Zvezda Belgrad | 3:0   | Arçelik Stambuł       | 15:13, 15:7, 15:10       |
| 16.02.1986 | Nelsen Reggio Emilia  | 3:1   | SG JDZ Feuerbach      | 15:9, 12:15, 17:15, 15:4 |

## Klasyfikacja końcowa
| Miejsce | Drużyna               |
| ------- | --------------------- |
| złoto   | Nelsen Reggio Emilia  |
| srebro  | SG JDZ Feuerbach      |
| brąz    | Crvena zvezda Belgrad |
| 4.      | Arçelik Stambuł       |